# أوندر ماطلي
أوندَر ماطلي (بالتركية: Önder Matlı)‏, (ولد: 28 مايو 1972, «كاراجابَي» في بورصة, تركيا) سياسي تركي. ونائب سابق في البرلمان التركي لأكثر من دورة ممثلا عن حزب العدالة والتنمية.